# Dipoena proterva
Dipoena proterva là một loài nhện trong họ Theridiidae.
Loài này thuộc chi Dipoena. Dipoena proterva được Arthur Merton Chickering miêu tả năm 1943.